# Classique hivernale de la LNH 2009
Match précédent Match suivant
La Classique hivernale de la LNH 2009 (en anglais : 2009 NHL Winter Classic) est un événement qui a eu lieu le 1er janvier 2009 au Wrigley Field de Chicago au cours de la saison 2008-2009 de la Ligue nationale de hockey. Il s'agit d'une partie de hockey sur glace disputée en plein air entre les Red Wings de Détroit et les Blackhawks de Chicago.

## Organisation

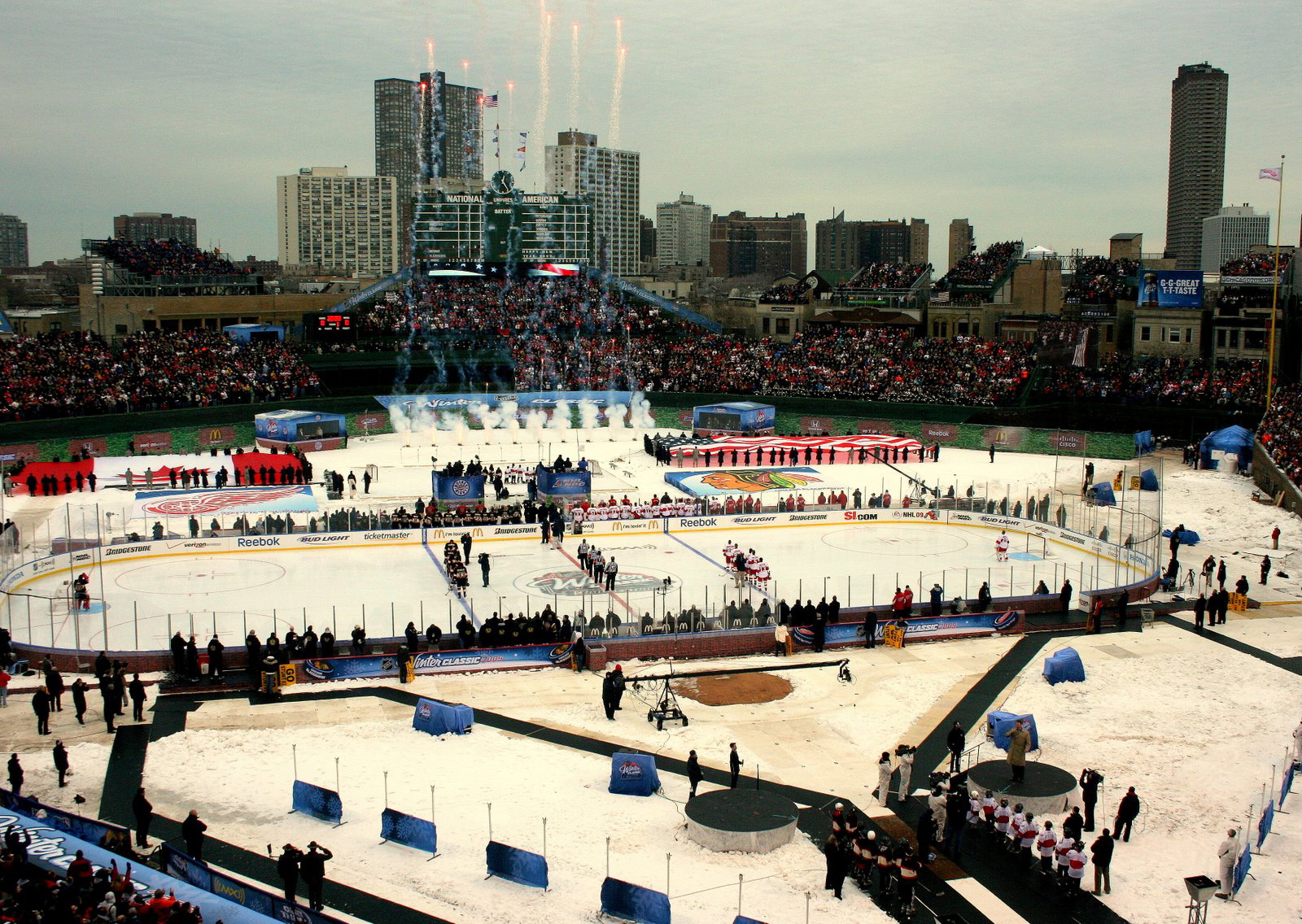
Vue de la surface de jeu.

Après un match de NCAA organisé par le Michigan State, la LNH tente d'organiser un match de pré-saison à Las Vegas entre les Rangers de New York et les Coyotes de Phoenix qui s'avère être une réussite. Cette idée fait son chemin et la ligue organise le Classique Héritage disputé entre les Canadiens de Montréal et les Oilers d'Edmonton au stade du Commonwealth à Edmonton, au Canada devant 60 000 partisans lors de la saison 2004-2005. Trois ans plus tard, la ligue souhaite organiser à nouveau un match en extérieur mais aux États-Unis. Le Ralph Wilson Stadium accueille donc la Classique hivernale 2008, qui oppose les Penguins de Pittsburgh aux Sabres de Buffalo.
Lors de l'été 2008, le commissaire de la LNH, Gary Bettman, annonce que la Classique hivernale 2009 sera organisée par la ville de Chicago et verra s'affronter les Red Wings de Détroit aux Blackhawks de Chicago. Il s'agit de deux équipes des Six équipes originales de la LNH.

## Le match
Le 1er janvier 2009 à 13 h, heure locale, le coup d'envoi de la deuxième Classique hivernale est donné devant 40 818 spectateurs. Les Blackhawks prennent rapidement les devant grâce à Kris Versteeg avant que Mikael Samuelsson égalise pour les Red Wings. Chicago domine finalement la première période 3 buts à 1. Alors que les Blachawks semblent tenir le match les Red Wings réussissent une remontée spectaculaire en infligeant un 3 buts à 0 dans la seconde période prenant ainsi l'avantage 4 à 3 au terme de ce second tiers temps. Dans le troisième tiers temps, Détroit prend une avance de 3 buts avant que Chicago ne sauve l'honneur en toute fin de match. Avec deux buts Jiří Hudler est nommé meilleur joueur du match bien que Henrik Zetterberg et Marián Hossa comptent trois points mais trois passes décisives.

## Tableau de score
| Période | Équipe     | But                    | Passe                            | Temps       | Score |
| ------- | ---------- | ---------------------- | -------------------------------- | ----------- | ----- |
| 1re     | Blackhawks | Kris Versteeg (SN)     | Martin Havlát, Brent Seabrook    | 3 min 24 s  | 1-0   |
| 1re     | Red Wings  | Mikael Samuelsson (SN) | Henrik Zetterberg, Marián Hossa  | 9 min 50 s  | 1-1   |
| 1re     | Blackhawks | Martin Havlát (SN)     | Kris Versteeg, Brian Campbell    | 12 min 37 s | 2-1   |
| 1re     | Blackhawks | Ben Eager              | Martin Havlát                    | 19 min 18 s | 3-1   |
| 2e      | Red Wings  | Jiří Hudler            | Marián Hossa, Henrik Zetterberg  | 1 min 14 s  | 3-2   |
| 2e      | Red Wings  | Jiří Hudler            | Brian Rafalski, Nicklas Lidström | 12 min 43 s | 3-3   |
| 2e      | Red Wings  | Pavel Datsiouk         | Johan Franzén, Brian Rafalski    | 17 min 17 s | 3-4   |
| 3e      | Red Wings  | Brian Rafalski (SN)    | Jiří Hudler, Tomas Holmström     | 3 min 7 s   | 3-5   |
| 3e      | Red Wings  | Brett Lebda            | Henrik Zetterberg, Marián Hossa  | 3 min 24 s  | 3-6   |
| 3e      | Blackhawks | Duncan Keith (SN)      | Patrick Sharp, Jonathan Toews    | 19 min 50 s | 4-6   |

## Effectifs
| No | Nat                     | Joueur            | Position      |
| -- | ----------------------- | ----------------- | ------------- |
| 3  | Drapeau de la Suède     | Andreas Lilja     | Défenseur     |
| 5  | Drapeau de la Suède     | Nicklas Lidström  | Défenseur     |
| 11 | Drapeau du Canada       | Daniel Cleary     | Ailier droit  |
| 13 | Drapeau de la Russie    | Pavel Datsiouk    | Centre        |
| 18 | Drapeau du Canada       | Kirk Maltby       | Ailier droit  |
| 22 | Drapeau des États-Unis  | Brett Lebda       | Défenseur     |
| 23 | Drapeau du Canada       | Brad Stuart       | Défenseur     |
| 24 | Drapeau des États-Unis  | Chris Chelios     | Défenseur     |
| 26 | Drapeau de la Tchéquie  | Jiří Hudler       | Ailier gauche |
| 28 | Drapeau des États-Unis  | Brian Rafalski    | Défenseur     |
| 29 | Drapeau des États-Unis  | Ty Conklin        | Gardien       |
| 30 | Drapeau du Canada       | Chris Osgood      | Gardien       |
| 33 | Drapeau du Canada       | Kris Draper       | Centre        |
| 37 | Drapeau de la Suède     | Mikael Samuelsson | Ailier droit  |
| 40 | Drapeau de la Suède     | Henrik Zetterberg | Centre        |
| 51 | Drapeau de la Finlande  | Valtteri Filppula | Centre        |
| 55 | Drapeau de la Suède     | Niklas Kronwall   | Défenseur     |
| 81 | Drapeau de la Slovaquie | Marián Hossa      | Ailier droit  |
| 93 | Drapeau de la Suède     | Johan Franzén     | Ailier gauche |
| 96 | Drapeau de la Suède     | Tomas Holmström   | Ailier droit  |

| No | Nat                    | Joueur               | Position      |
| -- | ---------------------- | -------------------- | ------------- |
| 2  | Drapeau du Canada      | Duncan Keith         | Défenseur     |
| 7  | Drapeau du Canada      | Brent Seabrook       | Défenseur     |
| 8  | Drapeau du Canada      | Matt Walker          | Défenseur     |
| 10 | Drapeau du Canada      | Patrick Sharp        | Centre        |
| 16 | Drapeau du Canada      | Andrew Ladd          | Ailier gauche |
| 19 | Drapeau du Canada      | Jonathan Toews       | Centre        |
| 22 | Drapeau du Canada      | Troy Brouwer         | Ailier droit  |
| 24 | Drapeau de la Tchéquie | Martin Havlát        | Ailier droit  |
| 25 | Drapeau du Canada      | Cam Barker           | Défenseur     |
| 28 | Drapeau du Canada      | Craig Adams          | Ailier droit  |
| 32 | Drapeau du Canada      | Kris Versteeg        | Ailier gauche |
| 33 | Drapeau des États-Unis | Dustin Byfuglien     | Ailier gauche |
| 36 | Drapeau du Canada      | David Bolland        | Centre        |
| 38 | Drapeau de la France   | Cristobal Huet       | Gardien       |
| 39 | Drapeau de la Russie   | Nikolaï Khabibouline | Gardien       |
| 43 | Drapeau des États-Unis | James Wisniewski     | Défenseur     |
| 46 | Drapeau du Canada      | Colin Fraser         | Centre        |
| 51 | Drapeau du Canada      | Brian Campbell       | Défenseur     |
| 55 | Drapeau du Canada      | Ben Eager            | Ailier gauche |
| 88 | Drapeau des États-Unis | Patrick Kane         | Ailier droit  |